# Hazlovský potok
Hazlovský potok je levostranným přítokem Slatinného potoka ve Smrčinách v okrese Cheb v Karlovarském kraji. Délka toku měří 5,8 km. Plocha jeho povodí měří 6,1 km².

## Průběh toku
Potok pramení na území Německa ve Smrčinách v těsné blízkosti česko-saské hranice v nadmořské výšce 705 metrů. Po několika metrech toku dosáhne potok státní hranice a po ní teče asi 250 m jihozápadním směrem. To se již potok nachází v Přírodním parku Halštrov, protéká Skalkou a pokračuje jižním směrem. U jeho břehů se rozprostírá zajímavá geologická a mineralogická lokalita, chráněná jako přírodní památka pod názvem U cihelny. Od ní teče potok do Hazlova, pod nímž se vlévá do Slatinného potoka na jeho 13,1 říčním kilometru.